# Scandinavian Open 1987
Die Scandinavian Open 1987 im Badminton fanden vom 5. bis zum 8. März 1987 in Malmö, Schweden, statt. Mit einem Preisgeld von 35.000 US-Dollar wurde das Turnier in Kategorie 1 der Grand-Prix-Wertung eingestuft.

## Finalresultate
| Disziplin    | Sieger                          | Finalist                             | Ergebnis          |
| ------------ | ------------------------------- | ------------------------------------ | ----------------- |
| Herreneinzel | Yang Yang                       | Icuk Sugiarto                        | w.o.              |
| Dameneinzel  | Li Lingwei                      | Qian Ping                            | 11:9, 11:6        |
| Herrendoppel | Li Yongbo Tian Bingyi           | Michael Kjeldsen Jens Peter Nierhoff | 15:2, 15:11       |
| Damendoppel  | Lin Ying Guan Weizhen           | Li Lingwei Qian Ping                 | 15:1, 15:8        |
| Mixed        | Stefan Karlsson Maria Bengtsson | Li Ang Pan Zhenli                    | 15:12, 7:15, 15:3 |